# Эскадренные миноносцы типа «Чхве Хён»
Эсминцы класса Choe Hyon (хангыль: 최현급 구축함, ханджа: 崔賢級驅逐艦) — тип эсминцев с управляемым ракетным оружием Корейского народного флота (КПН). Головной корабль заложен в мае 2024 года, спущен на воду 25 апреля 2025 года.

## Название корабля
Головной корабль был назван в честь Чхве Хёна, северокорейского генерала, одного из военачальников Северо-Восточной антияпонской объединенной армии, а затем министра Народных вооруженных сил Северной Кореи.

## Подробности
Это первый надводный корабль в Корейском народном флоте, оснащенный радарами с фазированными антенными решетками и системой вертикального пуска. Южнокорейские эксперты считают, что корабль был построен с российской помощью.

## Вооружение
Корабль оснащён 74 вертикальными пусковыми установками для четырёх различных типоразмеров ракет (малые, средние, большие и сверхбольшие) в носу и на кормовой надстройке корабля. Сверхбольшие пусковые ячейки предположительно предназначены для баллистических ракет типа Hyunmoo-4.4 или Hwasong-11. Ракета Hwasong-11, известная также как «убийца авианосцев», имеет дальность полета от 600 до 900 км и может быть оснащена ядерной или обычной головной частью массой до 4,5 тонн. Малые и средние пусковые ячейки предназначены для зенитных ракет. Большие ячейки могут содержать крылатые ракеты, такие как Hwasal-2. Эти крылатые ракеты с дальностью полёта до 2000 км способны поражать корабли и наземные цели. Ракета может быть оснащена ядерной боеголовкой.
| Типоразмер ячейки | На носу | На корме | Всего | Тип ракеты                    |
| ----------------- | ------- | -------- | ----- | ----------------------------- |
| Малый             | 32      | —        | 32    | Зенитная                      |
| Средний           | —       | 12       | 12    | Зенитная                      |
| Большой           | 12      | 8        | 20    | ПКР Hwasal-2.                 |
| Сверхбольшой      | —       | 10       | 10    | БР Hyunmoo-4.4 или Hwasong-11 |
| Всего             | 44      | 30       | 74    |                               |

## Состав серии
| Название | Номер корпуса | Верфь                                        | Заложен     | Спущен            | В стою | Статус                                                     |
| -------- | ------------- | -------------------------------------------- | ----------- | ----------------- | ------ | ---------------------------------------------------------- |
| Чхве Хён | 51            | Верфь Нампо, Нампо                           | Май 2024 г. | 25 апреля 2025 г. |        | На испытаниях                                              |
|          |               | Судостроительный завод в Чхонджине, Чхонджин | Май 2024 г. | 21 мая 2025 г.    |        | Получил повреждения при спуске в мае 2025 года. На ремонте |